# Aaheperkarészeneb
Aaheperkarészeneb (nevének jelentése: „Aaheperkaré egészséges”) ókori egyiptomi kézműves volt, Ámon szobrásza. Valószínűleg a XVIII. dinasztia korában tevékenykedett, mert nevében I. Thotmesz fáraó uralkodói neve szerepel. Feltehetőleg a héliopoliszi Életházban működött, de a thébai régióban is aktívnak kellett lennie, mert itt volt Ámon kultuszközpontja.
Aaheperkarészeneb egyetlen, mészkőből készült sztéléről ismert, amelyet apjának, Nebiautnak állíttatott. Nem világos, hogy ő is készítette-e a sztélét. Neve a sztélén a rövidebb Aaheperka formában is előfordul. A sztélé regisztereiben további családtagok is szerepelnek köztük fivére, Ri, aki szintén szobrász volt.

## Fordítás
- Ez a szócikk részben vagy egészben  az   Aacheperkareseneb című német Wikipédia-szócikk ezen változatának fordításán alapul.  Az eredeti cikk szerkesztőit annak laptörténete sorolja fel. Ez a jelzés csupán a megfogalmazás eredetét és a szerzői jogokat jelzi, nem szolgál a cikkben szereplő információk forrásmegjelöléseként.